# سیارک ۲۲۵۷۱
سیارک ۲۲۵۷۱ (به انگلیسی: 22571 Letianzhang، نامگذاری:1998HA39) بیست و دو هزار و پانصد و هفتاد و یکمین سیارک کشف شده‌است که در ۲۰ آوریل ۱۹۹۸ کشف شد.
قدر مطلق سیارک برابر ۱۰.۲ است.